# 野田市立東部小学校
野田市立東部小学校（のだしりつとうぶしょうがっこう）は、千葉県野田市の東部地区にある公立小学校。

## 概要

### 沿革
- 1873年2月11日 - 目吹小学校と改称、付属小学校を観音院に開設。分校横内小学枚は「茂木小学校」に合併して廃校。
- 1887年 - 分校として横内小学校開校。
- 1893年 - 目吹小学校は「旭第一尋常小学校」と改称。分校横内小学校は、「旭第二尋常小学校」と改称。
- 1898年 - 旭第一、第二を合併し、「旭尋常小学校」と改称。
- 1912年 - 高等科設置が認可され、「千葉県東葛飾郡旭尋常高等小学校」と改称。
- 1932年 - 講堂新築落成。
- 1941年 - 「国民学校令」により「千葉県東葛飾郡旭村国民学校」と改称。
- 1943年　- 校地を西側に拡張し、2階建6教室新築落成。
- 1947年 - 「旭村立旭小学校」と改称。
- 1950年 - 市制施行に伴い「野田市立東部小学校」と改称。
- 1959年 - 木造2階建6教室新築校舎落成。
- 1963年 - 校舎拡張。
- 1964年 - 校旗制定。
- 1965年 - 学校完全給食開始。
- 1967年 - プール竣工。
- 1969年 - 校舎改築、屋内体育館兼講堂、給食室落成式挙行。
- 1973年2月10日 - 創立百周年記念式典挙行。
- 1977年 - 野田市立柳沢小学校新設、柳沢地区の約3分の2が分離。
- 1978年 - 目吹花光院境内に「東部教育発祥の地」記念碑建立。
- 1981年 - 鉄筋3階建1棟、普通教室22特別教室2改築落成。
- 1982年 - 創立110周年記念式典挙行。
- 1987年 - 管理棟修理塗装、窓枠取替床張替、給食室裏フェンス設置。
- 1988年 - 校舎北側及び「なかよし山」南側フェンス設置､給食室修理塗装､窓枠取替。
- 1989年 - 屋内体育館全面修理。
- 1993年2月6日 - 創立120周年記念式典挙行。
- 1998年2月11日 - 創立125周年記念観劇。
- 2002年2月10日 - 創立130周年記念式典挙行。
- 2003年 - コンピュータ41台設置(各教室に1台)。
- 2004年 - 保健室に冷房施設、校庭側に門扉を設置。
- 2005年 - 各教室に扇風機設置、第２図書室を普通教室側校舎に新しく設置。
- 2006年 - 第２図書室の装飾完成、教育相談室設置。
- 2007年11月17日 - 創立135周年記念式典挙行。
- 2008年 - 体育館耐震工事。
- 2009年 - 保育所側道路拡幅及びフェンス工事、給食車両用門扉設置。
- 2011年 - 保育所側道路拡幅及びフェンス工事（門より藤棚手前まで）。
  - 同年 - 花壇修復工事。
- 2012年 - 保育所側道路拡幅における樹木伐採工事（プール脇）。
- 2013年 - 教室棟耐震工事
- 2015年 - 体育館LED照明工事。
- 2016年 - 野田市教育委員会指定新教育課程対応研究指定。
- 2017年11月17日 - 創立145周年記念講演。マスコットキャラクター「イチョピー」誕生。
  - 同年 - 野田市教育委員会指定新教育課程対応公開授業研究会。
- 2018年 - 正門扉設置工事。

## 学校教育目標
かがやく東部っ子　かしこく　やさしく　たくましく
1. 主体的に学習する児童
2. 友達を大切にする児童
3. 健康で粘り強く取り組む児童

## 部活動
春季・夏季 陸上競技部
秋季・冬季 サッカー部/バスケットボール部
吹奏楽部
また、特設として駅伝競技部が存在する。

## 主な行事
- 4月 - 始業式・入学式・一年生を迎える会・消防署見学（4年）
- 5月 - 警察署見学（4年）・生田植え（5年）・避難訓練（地震）・運動会・市内めぐり（3年）・浄水場見学（4年）・文化財出前授業（6年）
- 6月 - 市内陸上競技大会・交通安全教室・ザリガニ釣り・生き物調査
- 7月 - 個人面談・避難訓練（不審者対応）・修学旅行（6年）・夏期休業
- 9月 - 避難訓練（火災）・清掃工場見学（4年）・稲刈り（5年）
- 10月 - 前期終業式・後期始業式・校外学習（1年）・校外学習（2年）・中学校体験入学（6年）
- 11月 - 東部っ子祭り・PTAバザー・校内音楽祭（文化祭）・避難訓練（火災）・校外学習（5年）・校外学習（3年）・校外学習（4年）
- 12月 - 東部地区マラソン大会・薬物乱用防止教室・もちつき・校外学習（6年）・ふれあい歩け歩けクリーン大会・冬季休業
- 1月 - 校内席書会・情報モラル講習会・児童会役員引き継ぎ式
- 2月 - 東部っ子お別れ会・卒業を祝う会
- 3月 - 卒業式・終業式・春季休業

## 生徒数・学級数・校長
- 生徒数 - 237名（2019年5月1日現在）
  - 1年 24名
  - 2年 46名
  - 3年 35名
  - 4年 32名
  - 5年 40名
  - 6年 49名
  - 特別支援学級「あさひ」（学年混成） - 11名
- 学級数 - 11クラス
  - 1年 1クラス
  - 2年 2クラス
  - 3年 1クラス
  - 4年 1クラス
  - 5年 2クラス
  - 6年 2クラス
  - 特別支援学級 2クラス
- 校長 新井嘉代子（2019年度から）

## アクセス
- まめバス⑦中ルート「東部小前」下車。「愛宕駅」から約20分。